# ثيو بوس (لاعب كرة القدم)
ثيو بوس (بالهولندية: Theo Bos)‏ (و. 1965 – 2013 م) هو لاعب كرة القدم، ومدرب كرة القدم، من مملكة هولندا، ولد في نايميخن، يلعب كمُدَافِع، توفي في أوفربيتوا، عن عمر يناهز 48 عاماً، بسبب سرطان، وسرطان البنكرياس.

## روابط خارجية
- ثيو بوس على موقع قاعدة بيانات كرة القدم.إي يو (الإنجليزية)
- ثيو بوس على موقع عالم كرة القدم.نت (الإنجليزية)